# Мохали
Мохали (также: Атжитгарх, англ. Mohali, в.-пандж. ਮੋਹਾਲੀ) — город в восточной части штата Пенджаб, Индия. Административный центр округа Мохали.

## История
В 2012 году правительство Пенджаба переименовало Мохали в Аджитгарх.

## География
Мохали примыкает к территории города Чандигарх.

## Население
По данным на 2013 год численность населения составляет 199 706 человек.
Динамика численности населения города по годам:
| 1991   | 2001    | 2013    |
| ------ | ------- | ------- |
| 78 457 | 123 484 | 199 706 |